# Muskö (île)
Pour les articles homonymes, voir Muskö.
Muskö est une île de l'archipel de Stockholm  en Suède,,.

## Présentation
Muskö est une île de la partie sud de l'archipel de Stockholm, qui fait partie de la commune de Haninge, 
L'île de Muskö est divisée en parties est et ouest par le canal de Muskö (sv), un canal artificiel creusé pour la première fois au début du XVIIIe siècle et recreusé dans les années 1930.
L'île est surtout connue pour la base navale de Muskö. 
Il y a deux localités sur l'île : Muskö et Hoppet.
Muskö abrite le musée en plein air de Grytholmen (sv), le Manoir de Ludvigsbergs (sv) et le Manoir d'Arbottna (sv).

## Transports
L'accès au continent se fait par le tunnel de Muskö (sv), d'une longueur de 2 895 mètres, qui relie Muskö à l'île voisine d'Yxlö sous la mer Baltique. 
Yxlö est elle-même reliée au continent par une série de ponts routiers. 
La route traversant les ponts et les îles, ainsi que le tunnel, est la 225 qui a été construite dans les années 1960 pour permettre l'accès à la base navale.

## Galerie

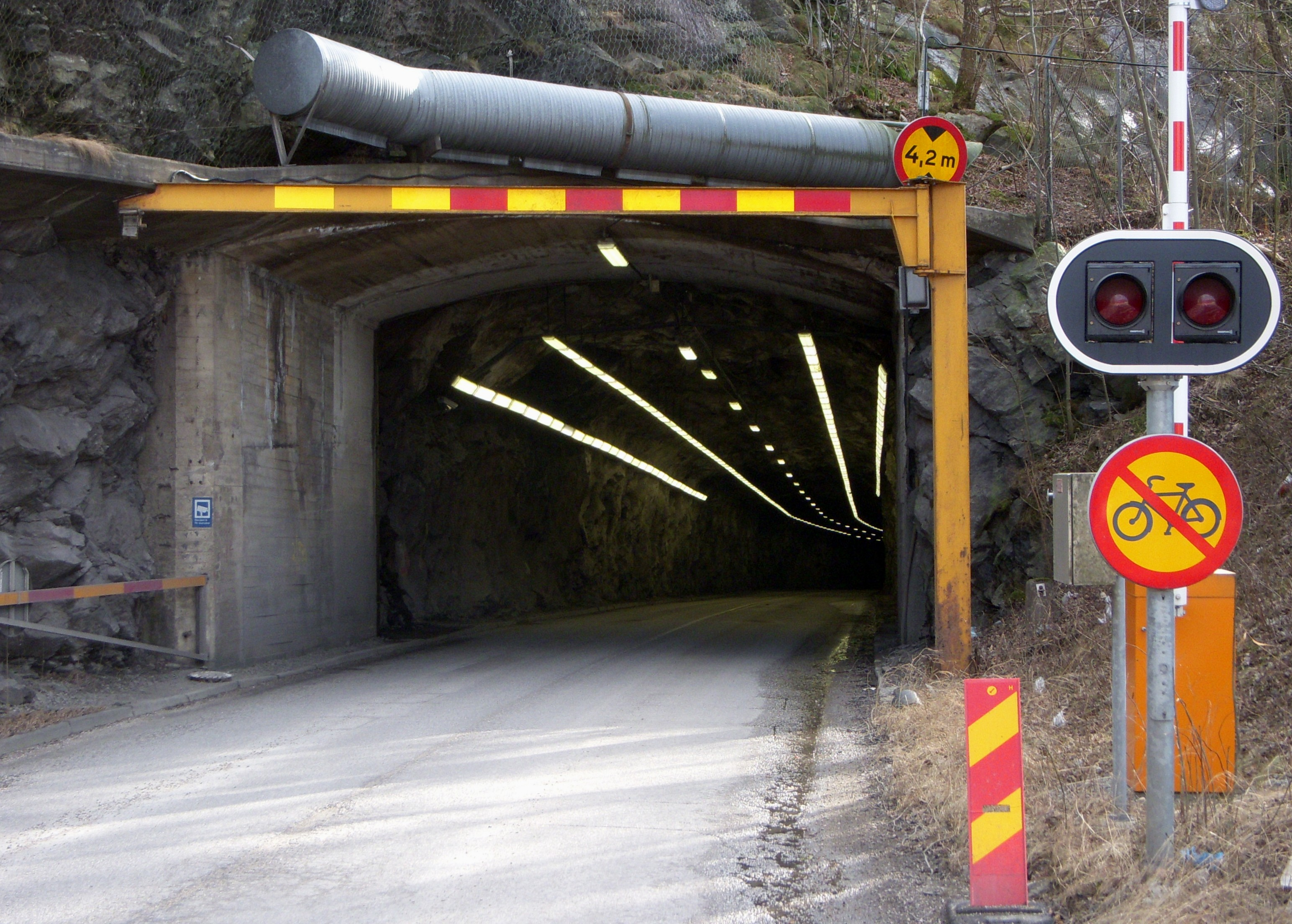
Rnnel de Muskö .
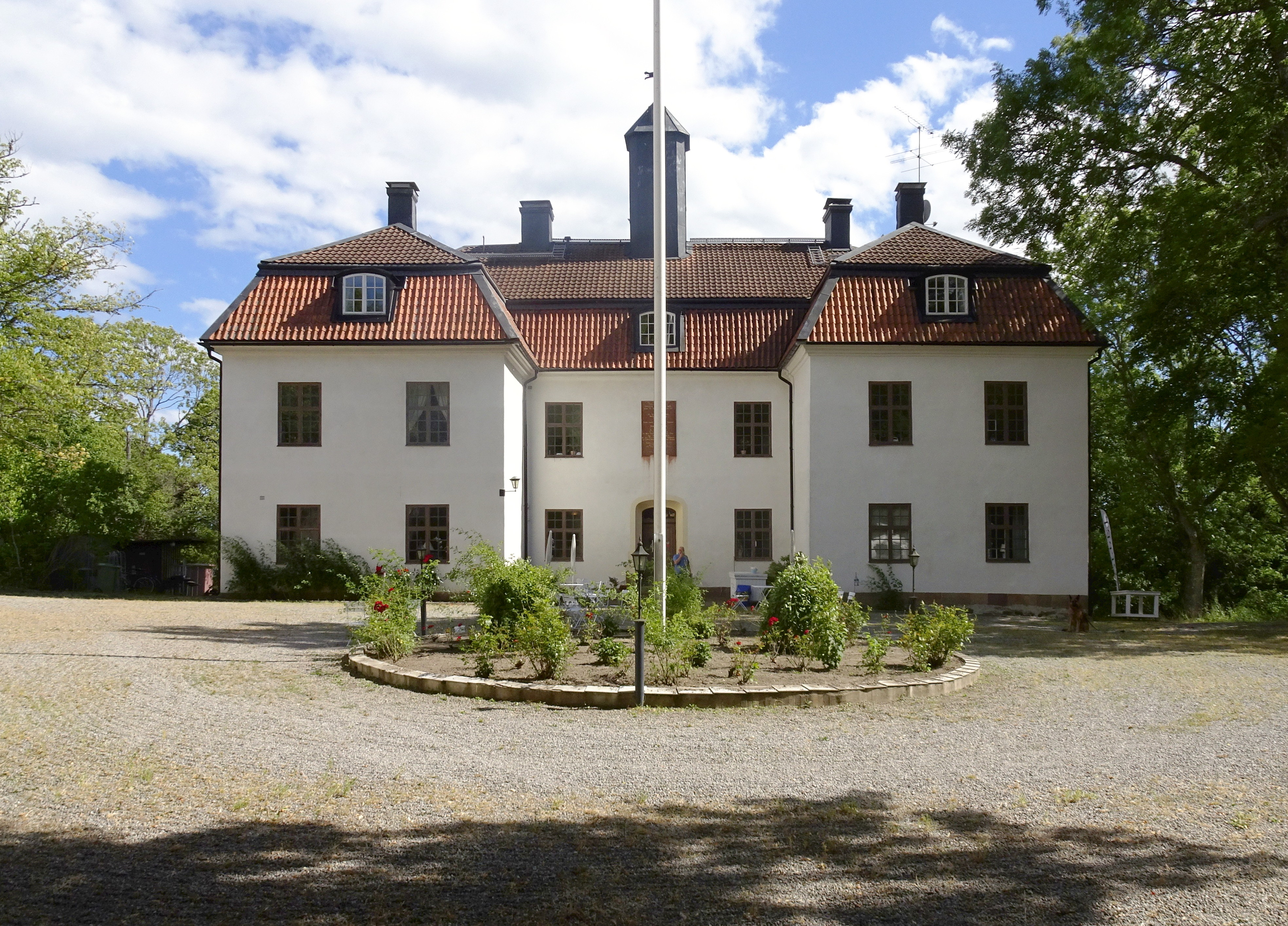
Manoir de Ludvigsbergs (sv).
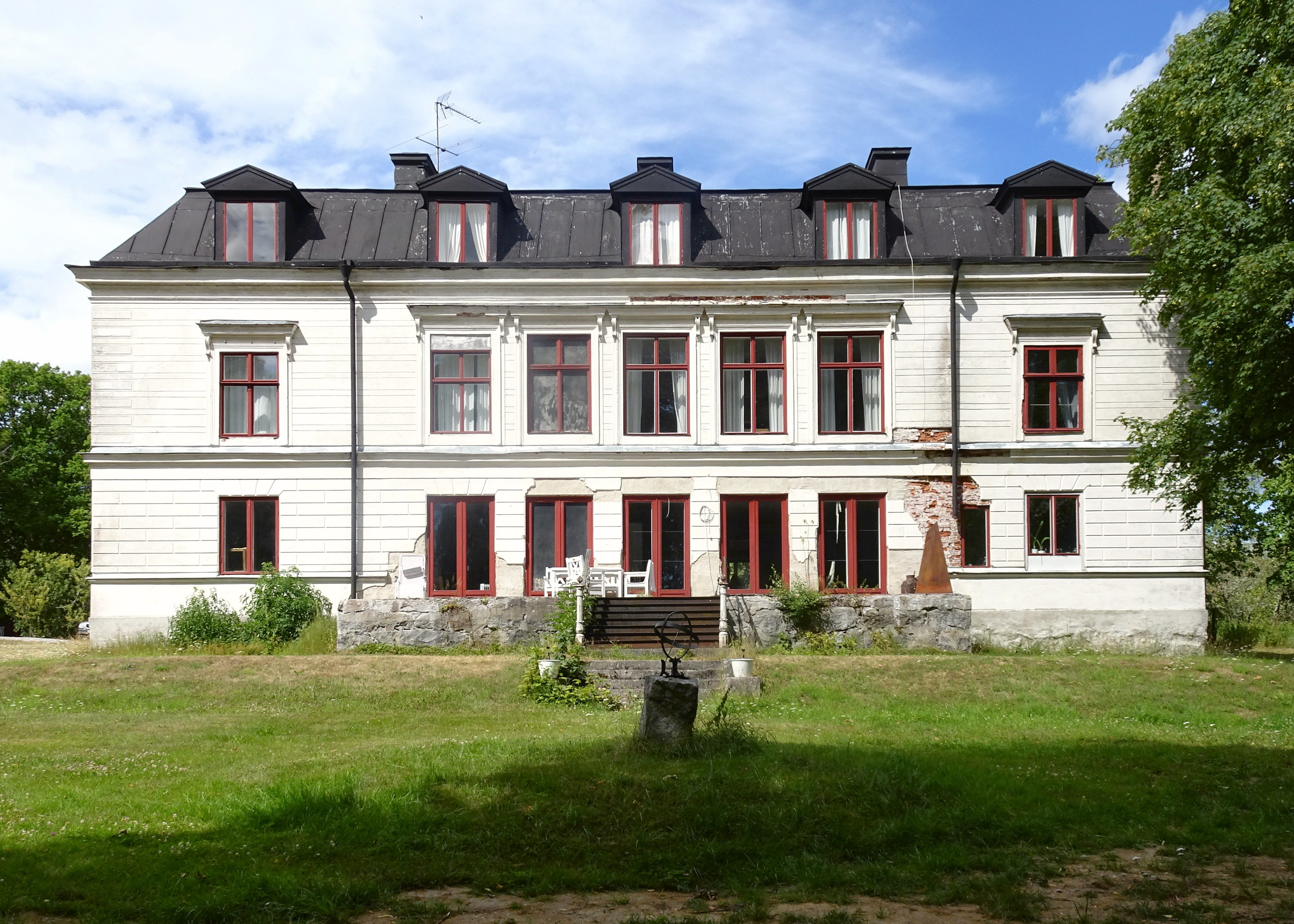
Manoir d'Arbottna (sv).
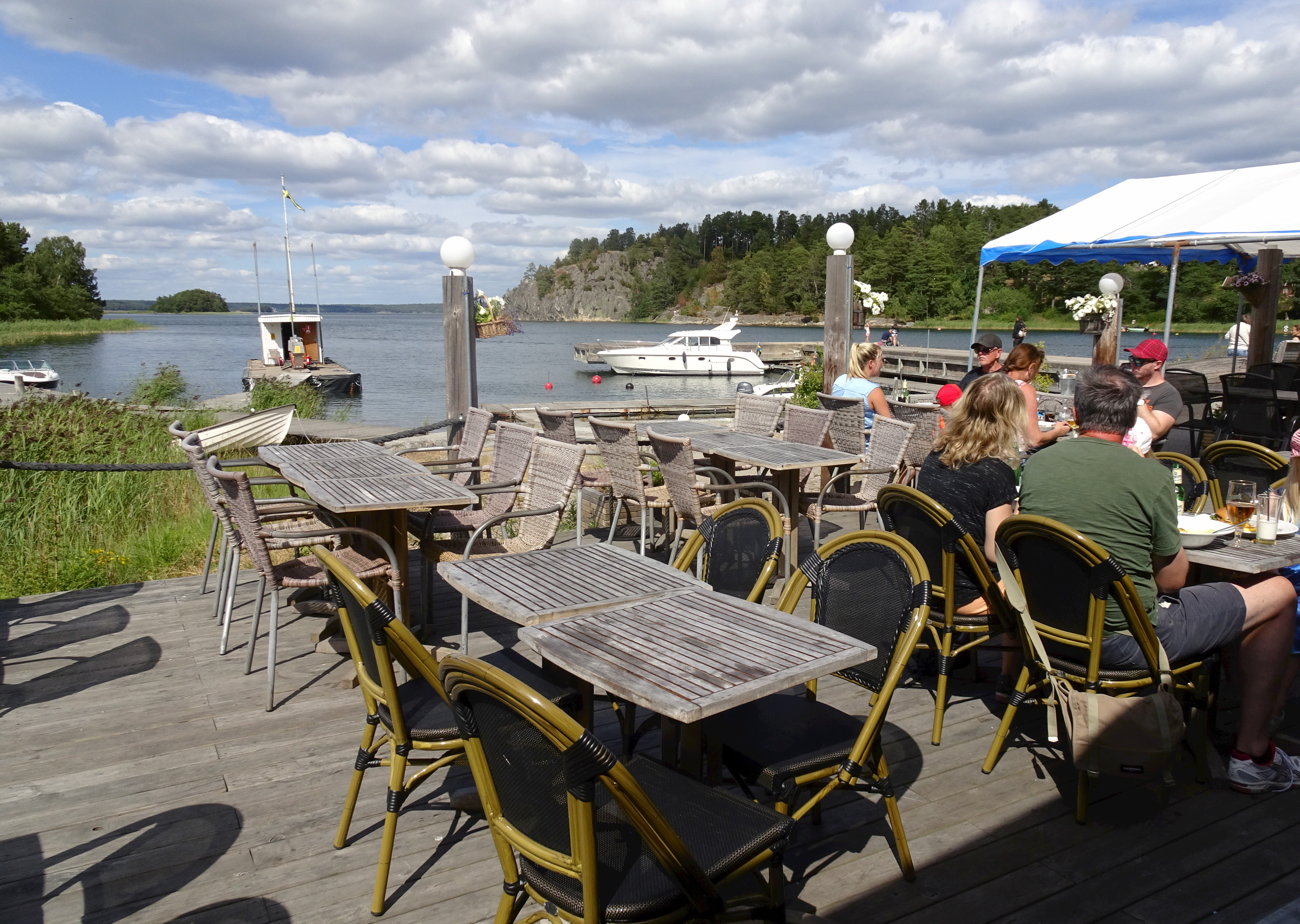
Terrasse de Muskö sjökrog.
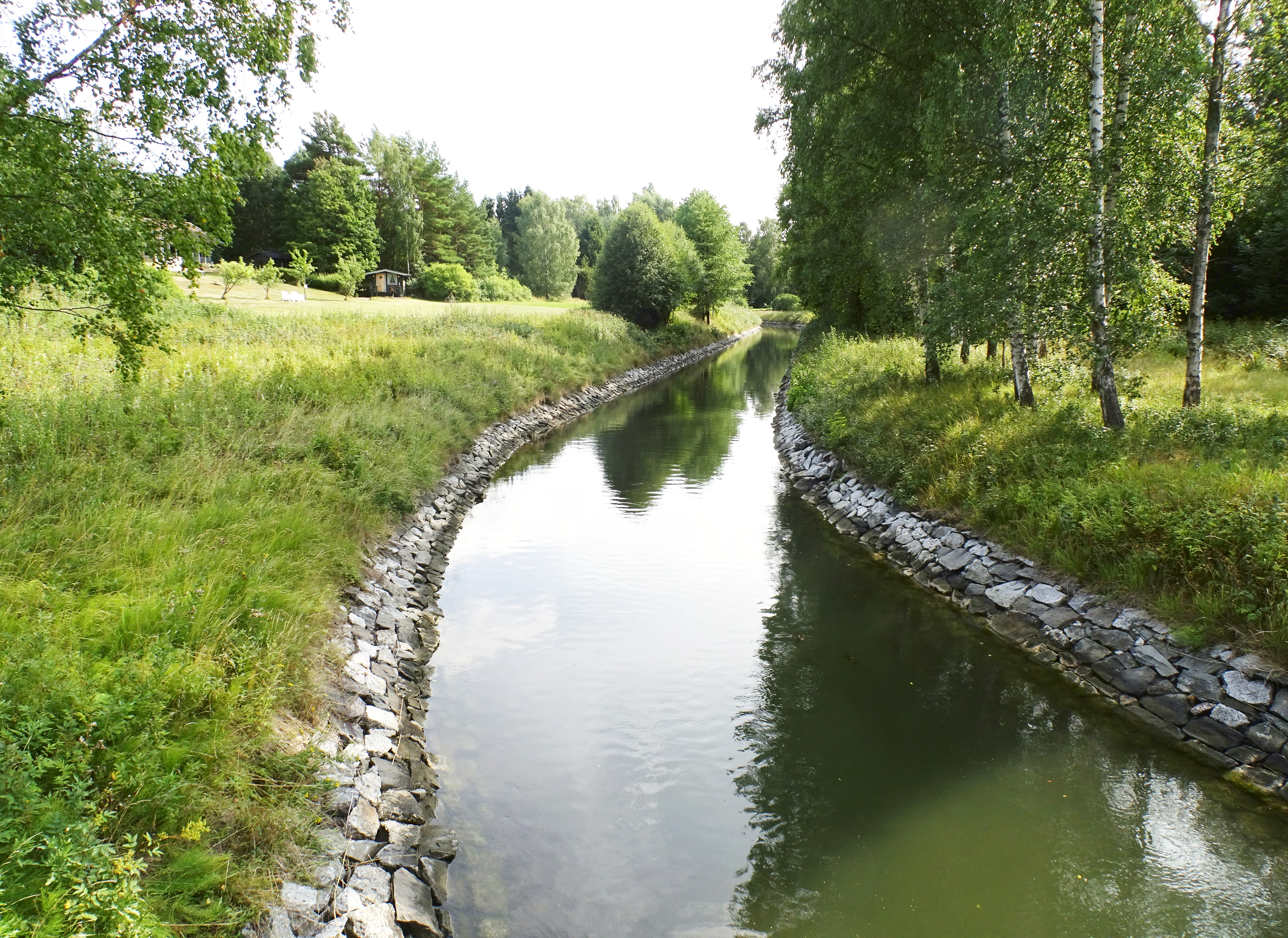
Canal de Muskö.